# Letokruh

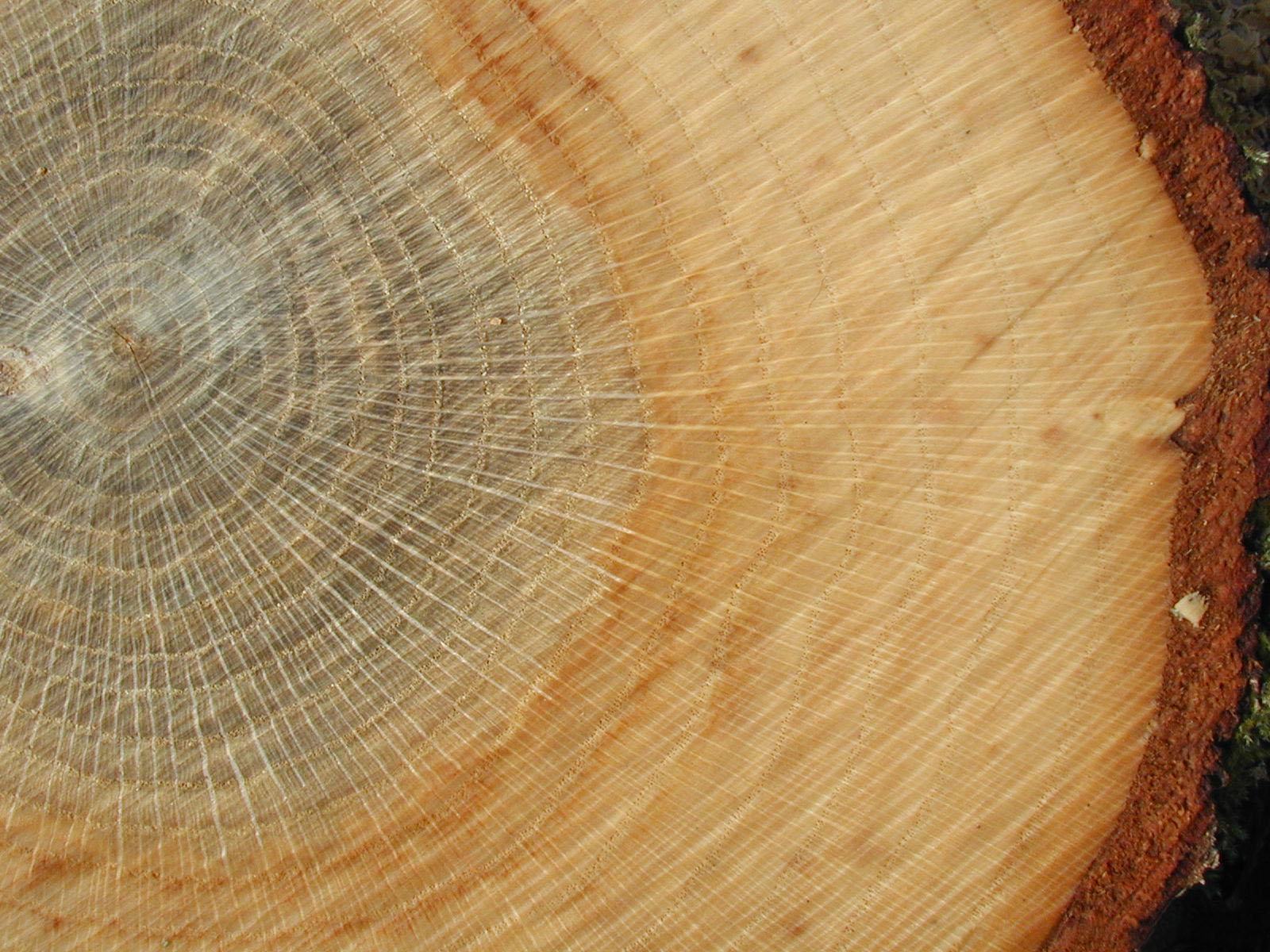
Letokruhy na příčném řezu kmenem tohoto dubu letního ukazují na stáří 21 let

Letokruh je přírůstek dřeva vytvořený kambiem v průběhu jednoho vegetačního období. Jeden letokruh odpovídá jednomu vegetačnímu období. V našich oblastech je to jeden přírůstek (letokruh) během jednoho roku.
Proto počet letokruhů na radiálním řezu (poloměrový řez) odpovídá stáří stromu.
Podle počtu letokruhů se dá určit přibližné stáří stromu. Na pařezu lze pomocí nich také určit jih nebo sever.
Letokruhy se zabývá vědní obor dendrochronologie, který využívá nepravidelností letokruhů, způsobených zejména odlišným chodem počasí v různých letech k určování doby, z níž dřevo pochází.

## Části letokruhu
Letokruh je zpravidla rozdělen na dvě části:
- Jarní dřevo: je na kraji a obvykle světlejší a měkčí část v letokruhu. Póry (cévy a cévice = tracheje a tracheidy) mají větší průměr než u letního dřeva
- Letní dřevo: je uprostřed, je tmavší a obvykle tvrdší část letokruhu

V zeměpisných šířkách mírného pásu mají letokruhy všechny stromové dřeviny. U tropických dřevin, kde vlivem stálého podnebí roste dřevina po celý rok, nejsou letokruhy v řezech patrny.